# كأس الاتحاد الإنجليزي 1962–63
كأس الاتحاد الإنجليزي 1962–63 (بالإنجليزية: 1962–63 FA Cup)‏ هو الموسم 82 من  كأس الاتحاد الإنجليزي. الذي يشرف على تنظيمه الاتحاد الإنجليزي لكرة القدم، وفاز فيه مانشستر يونايتد.